# Gruzínské Muzeum sovětské okupace v Tbilisi
Gruzínské Muzeum sovětské okupace v Tbilisi (gruzínsky: (საბჭოთა ოკუპაციის მუზეუმი, sabch'ot'a okupats'iis muzeumi) je historické muzeum dokumentující sedm desetiletí sovětské vlády v Gruzii (1921–1991). Je věnované historii protiokupačního národně-osvobozeneckého hnutí v Gruzii a obětem sovětských politických represí v celém tomto období. Bylo založeno v Den nezávislosti Gruzie 26. května 2006.

## Expozice

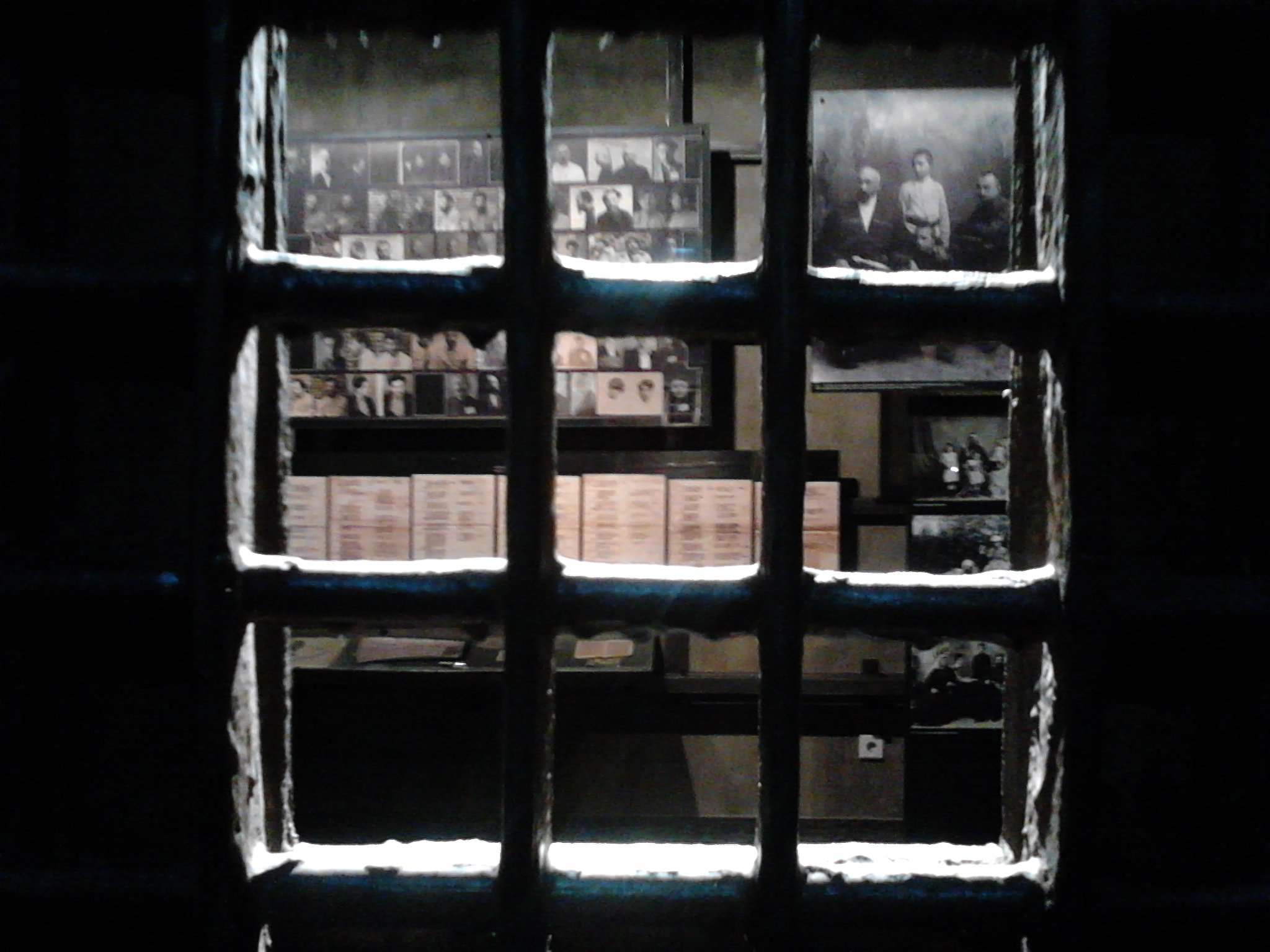
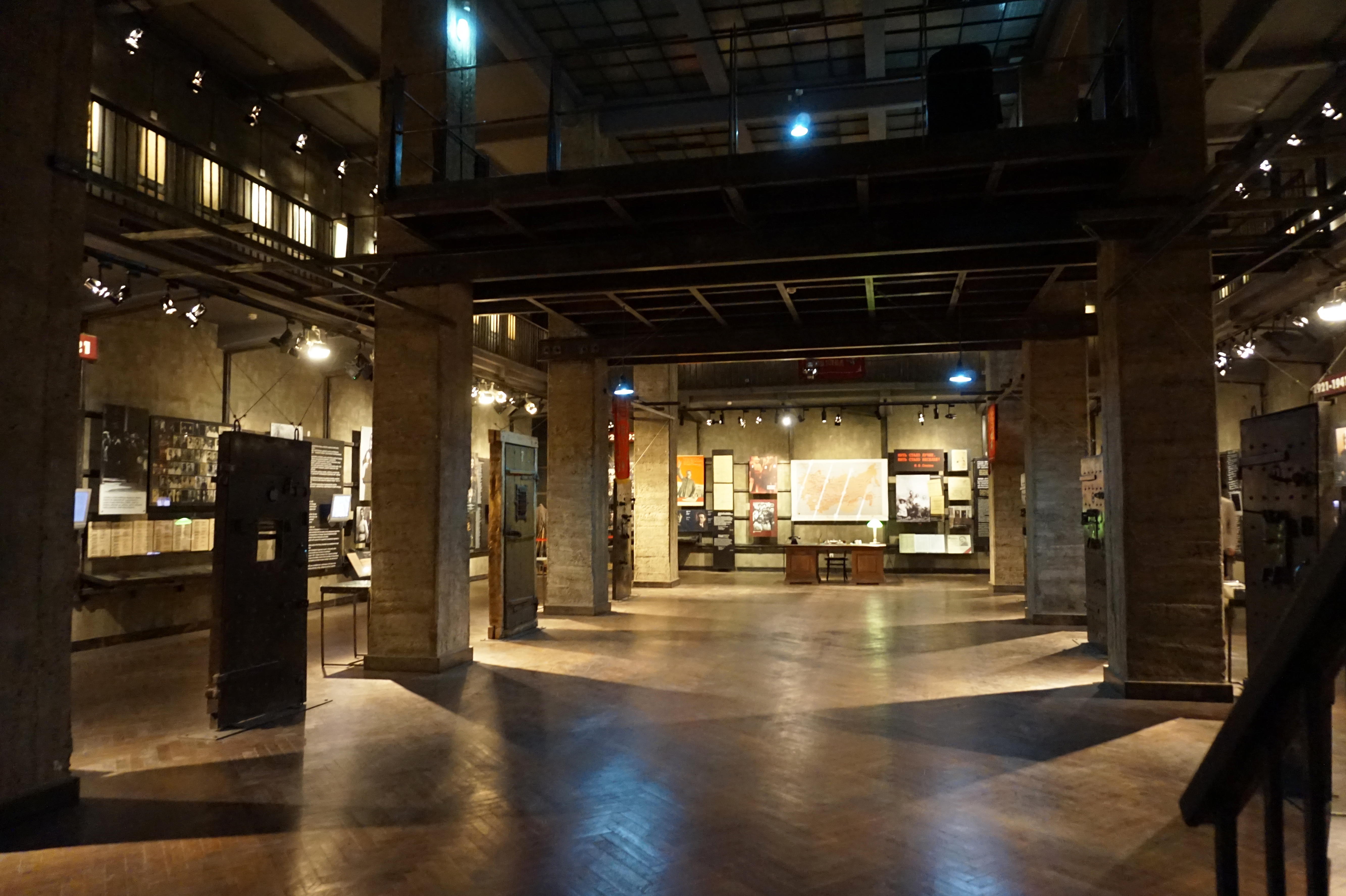

Muzeum se nachází ve čtvrtém patře Gruzínského národního muzea historie (Simon Janashia Museum of Georgia) na hlavní tbiliské dopravní tepně – Rustaveliho třídě. Je třetím muzeem tohoto typu v postsovětských státech a bylo alespoň částečně inspirováno příklady podobných expozic v estonském Tallinnu a lotyšské Rize. Bylo slavnostně otevřeno v rámci oslav Dne nezávislosti Gruzie 26. května 2006. Potřebné finance poskytl především Prezidentský fond, mimorozpočtový zdroj příjmů kontrolovaný administrativou gruzínského prezidenta Michaila Saakašviliho. Celková plocha expozice je 700 m² a počet vystavených předmětů přesahuje 3 000.
Muzeum sovětské okupace je stálou expozicí, která vystavuje archivní dokumenty, fotografické a video materiály sledující časovou osu gruzínských dějin od krátkodobé nezávislosti v letech 1918–1921 až po potlačení demonstrací za nezávislost sovětskou armádou v roce 1989 a vyhlášení nezávislosti Gruzie v roce 1991. Dalšími exponáty jsou protokoly o vyšetřování disidentů, příkazy k zastřelení nebo vyhoštění, osobní spisy potlačovaných lidí, artefakty z vězeňských cel ze sovětské éry. Kromě archivních dokumentů sovětské KGB a komunistické strany, které se dochovaly díky tomu, že byly po rozpadu Sovětského svazu z Gruzie evakuovány, poskytlo řadu dokumentů a obrazového materiálu několik veřejných organizací a rodiny disidentů. Muzeum vydává tematické sborníky a pravidelně zve historiky k veřejným přednáškám o dějinách Gruzie ve 20. století. V letech 2006–2008 byl ředitelem muzea David Cchadadze, od prosince 2008 muzeum řídí Dr. Levan Urušadze.

### Stálá expozice (2012–2022)
- Sovětská okupace Gruzie

### Tematické výstavy muzea
- 2019 Varšavské povstání 1944 (Warsaw Uprising 1944)
- 2019 Rudý teror a gruzínští umělci (Red Terror and Georgian artists)
- 2018 Katyn – den začal zvláštně (Katyn – The Day Started Especially)
- 2016 Odchod sovětských vojsk z Československa (Withdrawal of Soviet Troops from Czechoslovakia)[4]

## Reakce
Symbolika a načasování otevření muzea podráždily několik politiků v Rusku, kteří muzeum odsoudili jako „čistě nacionalistickou propagandu“. Ruský prezident Vladimir Putin si na setkání se svým gruzínským protějškem Michailem Saakašvilim v Petrohradě v červnu 2006 stěžoval a poukazoval na to, že mnoho předních sovětských vůdců, jako byli Josif Stalin a Lavrentij Berija, pocházelo z Gruzie. Podle zdroje z gruzínské vlády Saakašviliho odpovědí bylo, že navrhl poskytnout Rusku finanční prostředky na otevření Muzea gruzínské okupace v Moskvě. Později Saakašvili ujistil, že muzeum není namířeno proti nikomu: „je to muzeum sovětské okupace, nikoliv ruské okupace Gruzie...“. „Pokud to někdo někde, na nějaké úrovni, bere osobně, je to jeho problém, a ne náš.“.
V březnu 2007 navštívil muzeum ukrajinský prezident Viktor Juščenko, který navrhl otevřít podobné muzeum na Ukrajině[8].

## Den sovětské okupace, Gruzie
Den sovětské okupace (gruzínsky: საბჭოთა ოკუპაციის დღე, sabch'ot'a okupats'iis dge) je památný den v Gruzii. Připomíná se každoročně 25. února na památku invaze Rudé armády do Gruzie v roce 1921. Svátek byl ustanoven v roce 2010 a poprvé se slavil v roce 2011.